# Pulgalaid
Pulgalaid är en ö i västra Estland. Den ligger i Laimjala kommun i landskapet Saaremaa (Ösel), 140 km sydväst om huvudstaden Tallinn. Ön ligger i Rigabukten utanför ön Ösels sydöstkust.
Pulgalaids area är 0,26 kvadratkilometer. Terrängen på Pulgalaid är mycket platt. Öns högsta punkt är 2 meter över havet. 